# Манасасская кампания
Манасасская кампания (Manassas Campaign) — серия маршей и сражений в северной Вирджинии и долине Шенандоа во время американской гражданской войны. В июле 1861 года федеральная армия двумя колоннами вступила в Вирджинию, начав первую кампанию гражданской войны. Одна из этих колонн была остановлена в долине Шенандоа, а вторая встретила армию Конфедерации у Манассаса и была разбита в Первом сражении при Булл-Ран.

## Предыстория
К началу лета 1861 года в Северной Вирджинии находились две полевые армии Конфедерации. Генерал Борегар командовал Потомакской армией, которая защищала железнодорожный узел Манассас, а генерал Джонстон командовал армией Шенандоа, которая размещалась около Харперс-Ферри, прикрывая долину Шенандоа. Железная дорога Манассас-Гэп соединяла две эти армии. В июне и июле генерал Борегар предлагал президенту Дэвису план вторжения в Мериленд, но Дэвис отклонил эти предложения, ссылаясь на то, что у Конфедерации недостаточно ресурсов для такого наступления.
Федеральной армией около Вашингтона и Александрии командовал генерал-майор Ирвин Макдауэлл, который полагал, что его плохо обученная армия ещё не готова к сложным манёврам и по этой причине наступление нежелательно ни сейчас, ни в ближайшем будущем. Но федеральный главнокомандующий Уинфилд Скотт потребовал от него предоставить план наступления на Манассас и 24 июня Макдауэлл составил этот план. Он решил, что южане имеют под Манассасом 35 000 человек и ещё 10 000 под Ричмондом, и решил, что для наступления ему потребуется 30 000 человек и 10 000 резерва.

## Первая кампания в долине Шенандоа

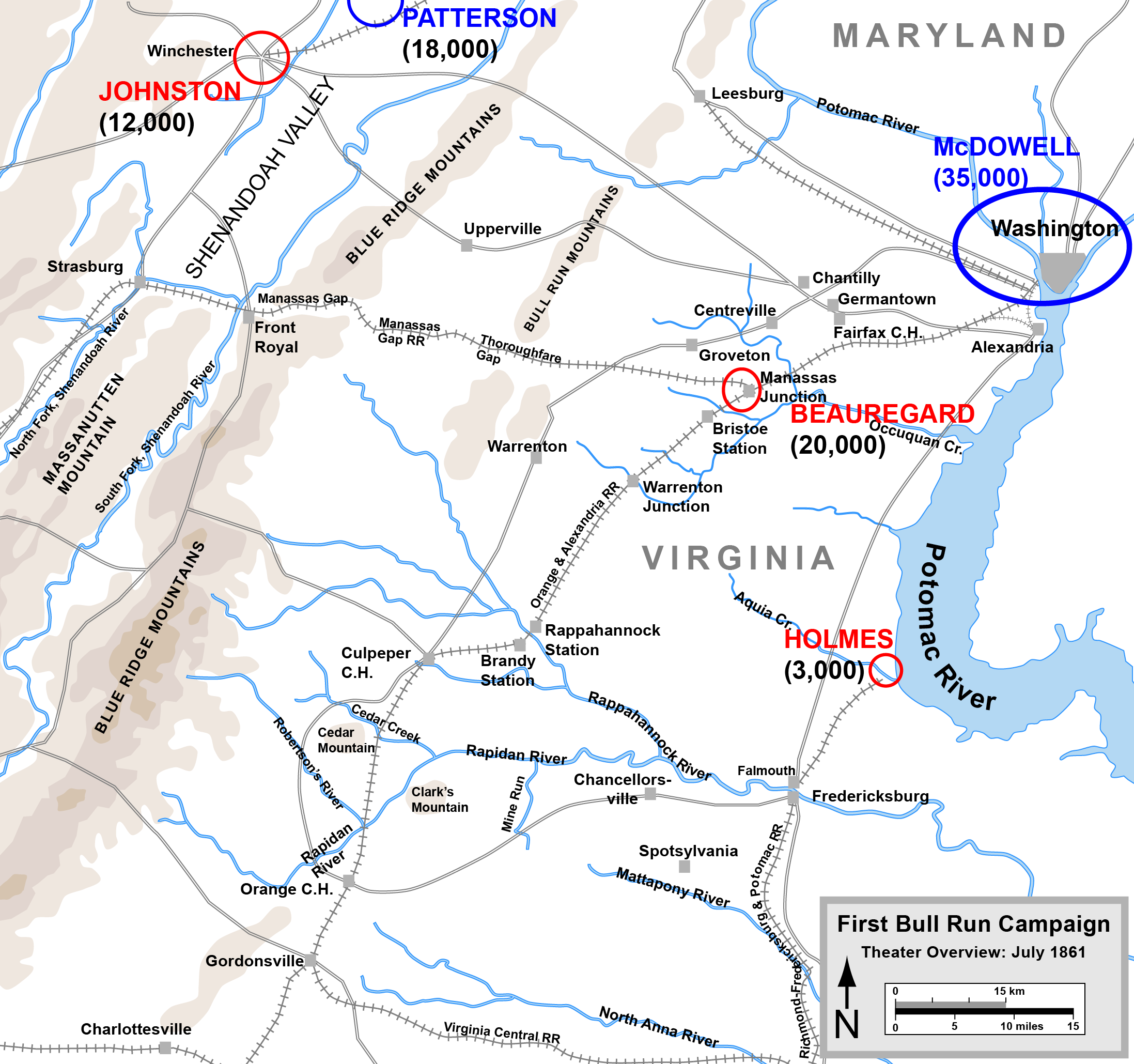
Северная Вирджиния в июле 1861

Армия генерала Паттерсона стояла в Чамберсберге, накапливая силы и готовясь к наступлению. 15 июня она выступила из Чамберсберга на Хагерстаун. Армия насчитывала около 18 000 человек, а у Джонстона в Харперс-Ферри имелось всего около 7 000. Ещё 13 июня Джонстон узнал, что 2000 человек, предположительно авангард армии Макклелана, пришёл в Ромни. Джонстон отправил туда на перехват 13-й Вирджинский полк полковника Э.П.Хилла и 10-й Вирджинский полк полковника Гиббонса. Хиллу было так же велено взять с собой 3-й Теннесийский полк полковника Вогна, только что прибывший в Винчестер. Этими силами Хилл должен был по возможности замедлять федеральное наступление на Винчестер.
Наступление Паттерсона на Хагерстаун и наступление на Ромни вынудило Джонстона покинуть Харперс-Ферри. 13 и 14 июня все ценное было вывезено в Винчестер и мосты через Потомак разрушены. Техника из арсеналов Харперс-Ферри была вывезена в Винчестер, оттуда в Старстберг, а оттуда в Ричмонд. Утром 15 июня южане покинули харперс-Ферри по берривильской дороге и встали лагерем в трех милях от Чарльзтауна. Утром 16 июня стало известно, что авангарды Паттерсона перешли Потомак у Уильямспорта и двигаются на Мартинсберг. Джонстон решил вести армию на Банкер-Хилл, чтобы помешать соединиться армиям Паттерсона и Макклеллана. Но для этого ему требовался проводник, а пока он его искал, пришло письмо из Ричмонда, разрешающее ему покинуть Харперс-Ферри и отойти к Винчестеру. Далее ему рекомендовалось отступить к ущельям хребта Блу-Ридж и занять оборону на перевалах. В случае же крайности ему разрешалось бросить долину Шенандоа и уйти на соединение с армией Борегара под Манассасом.
16 июня в 09:00 Джонстон свернул лагерь, прошел через Банкер-Хилл и встал лагерем на Милл-Крик. 17 июня его армия заняла позицию на удобной для обороны высоте около Мартинсберга. Но в полдень пришли известия, что Паттерсон вернулся обратно за Потомак. Это произошло потому, что отряд Уоллеса в Ромни запросил усиления ввиду приближения полков Хилла, и паттерсон отправил ему дополнительно пять пехотных полков. Джонстон продолжил отступать к Винчестеру, где встал лагерем в 3 милях от города на Мартинсбергской дороге, но оставил на берегах Потомака кавалерийские пикеты Стюарта.
Между тем в распоряжение Джонстона прибывали всё новые полки и он постепенно, к началу июля, сформировал четыре бригады: 1) вирджинскую бригаду Джексона, 2) джорджианскую бригаду Бартоу, 3) бригаду Бернарда Би и 4) бригаду Арнольда Элзи. 1-й Вирджинский кавалерийский полк и 33-й Вирджинский пехотный полк остались без бригадного подчинения. На 30 июня 1861 года эти силы насчитывали 10 654 человека, из них 10 000 были пехотинцы, 334 кавалеристы и 278 - артиллеристы.
Между тем поступали слухи, что Паттерсон снова готовится перейти Потомак. Бригаду Джексона направили в Мартинсберг, чтобы она прикрывала кавалерийские пикеты и помогала вывезти из Мартинсберга имущество железной дороги Балтимор-Огайо. Джексону так же было приказано разрушить всю, какую получится, инфраструктуры этой железной дороги. 22 июня пришло письмо от президента: он писал, что Паттерсон может начать наступление через Блу-Ридж на Лисберг и далее к Манассасу во фланг армии Борегара и в этом случае Джонстон должен атаковать его во фланг и постараться при содействии Борегара разгромить Паттерсона.

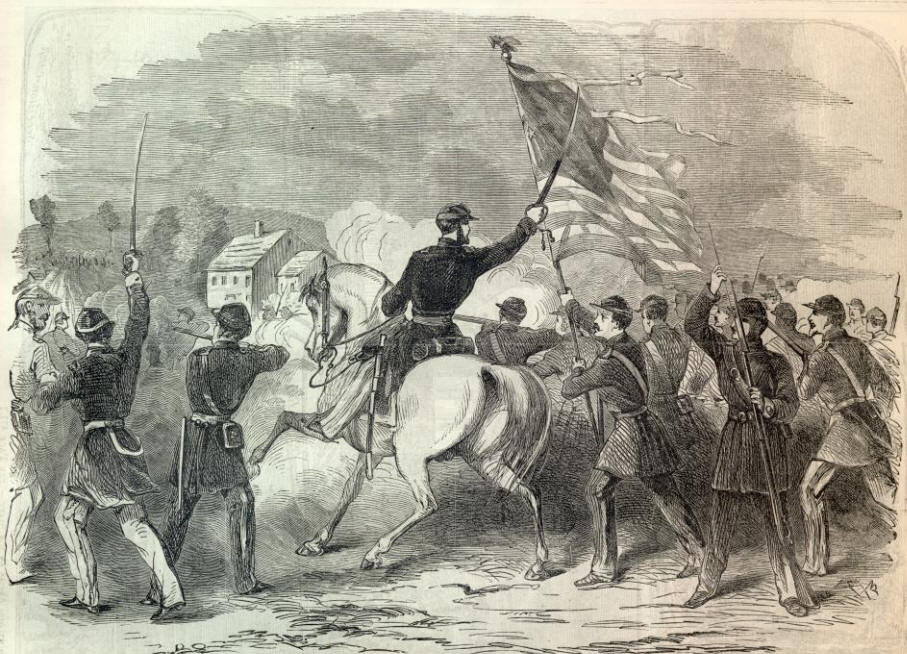
1-й Висконсинский полк при Хукс-Ран

30 июня Паттерсон окинул Хагерстаун вместе со всей своей армией и двинулся на Вирджинию двумя колоннами: одна намеревалась перейти Потомак у Дамбы №4, а вторая - у Уильямспорта. Обе должны были встретиться в Хайнесвилле. Однако, перейти Потомак у дамбы на удалось, поэтому в итоге вся армия 2 июля перешла Потомак у Уильямспорта, направившись оттуда к Мартинсбергу. Бригада Негли была выделена для охранения правого фланга. В 07:30 кавалерия Стюарта донесла Джексону о наступлении противника и он отправил вперёд 5-й Вирджинский пехотный полк, который вступил в перестрелку с противником и произошло небольшое сражение при Хукс-Ран, которое стало первым сражением в долине Шенандоа и первым сражением в карьере Томаса Джексона. Впоследствии за это сражение Джексон получил звание бригадного генерала, а Стюарт - звание полковника.
На закате 2 июля Джонстон отправил свою армию из Винчестера на север и утром 3 июля встретил бригаду Джексона в Дарксвилле. Армия развернулась в боевой порядок, ожидая наступления и атаки федеральной армии, и простояла на этой позиции 4 дня. Но Паттерсон занял Мартинсберг и не стал наступать далее. Атаковать его в Мартинсберге Джонстон счёл невыгодным, поэтому отвёл всю свою армию - около  9 000 человек - к Винчестеру.
Армия Шенандоа простояла в Винчестере около двух недель. За это время её бригады были немного усилены, например 33-й Вирджинский полк добавлен в бригаду Джексона, а 6-й Северокаролинский полк - в бригаду Бернарда Би. была сформирована новая, 5-5, бригада, которую возглавил Эдмунд Кирби Смит (8-й, 9-й, 10-й, 11-й Алабамские и 19-й Миссисипские полки).
15 июля Паттерсон выступил из Мартинсберга на Банкер-Хилл, а 17 июля выдвинулся на винчестерскую дорогу. Наблюдая за его манёврами, Джонстон решил, что Паттерсон собирается пройти через Берривилл и оказаться между армиями Джонстона и Борегара, блокируя тем самым Джонстона в долине. 18 июля в 01:00 Джонстон узнал от генерала Купера, что армия Макдауэлла наступает на Манассас, а через полчаса пришла телеграмма от Борегара с просьбой о помощи. Джонстон решил, что от его армии в долине будет не более пользы, чем в Манассасе, однако, он размышлял о том, как лучше поступить: атаковать Паттерсона или же ускользнуть из долины незаметно. Второй способ был сочтён наиболее быстрым и безопасным. В 09:00 Стюарт донёс Джонстону, что Паттерсон стоит в Смитфилде на безопасном расстоянии от дороги на Манассас. Тогда Джонстон велел оставить всех больных (около 1700 человек) в Винчестере под охраной местного ополчения, а Стюарту приказал перекрыть все пути к армии Паттерсона и до ночи не позволять никаким новостям просочиться к противнику, а ночью отступать через Эшби-Гэп. (Стюарт выполнил задание так хорошо, что Патерсон ничего не узнал до 12 июля)
В полдень 18 июля армия Джонстона покинула Винчестер. Бригада Джексона шла в авангарде. Джонстон, привыкший к быстрым маршам регулярной армии, был сильно разочарован темпами добровольцев и почти отчаялся успеть прибыть в Манассас вовремя. Чтобы спасти положение, он отправил Уайтинга, майора инженерных войск, на станцию Пьедмонт на поиски поездов. На закате бригада Джексона прибыла в Парис, на перевалах хребта Блу-Ридж. К утру вся армия Джонстона ушла за хребет.
Между тем Паттерсон оставался в Мартинсберге. Еще 8 июля он задумал наступление на Винчестер, собрал военный совет, но его бригадные генералы в силу различных причин сочли такое наступление слишком опасным. Было решено, что армию надо отвести к Шефердстауну или Харперс-Ферри, откуда она сможет эффективно угрожать Джонстону. 12 июля Паттерсон написал в Вашингтон, что беспокоится за безопасность своей позиции, тем более, что разгром его армии в долине скажется на всех остальных фронтах. В тот же день он узнал, что генерал Макклеллан разбил противника при Рич-Миунтин, но все равно остался при мнении, что его армией рисковать нельзя.
16 июня Паттерсон привел армию в Банкер-Хилл, но обнаружил, что у его армии истекает срок службы. Его полки в любой момент могли сложить оружие и уйти домой, и наступать в таком положении он считал невозможным. 18 июля Паттерсон трижды отправлял в Вашингтон сообщения о том, что он удерживает Джонстона в Винчестере, несмотря на его превосходящие силы. 21 июля он сообщил, что армия Джонстона покинула Винчестер, но он не может ее преследовать, потому что у его полков истекли сроки службы.